# III: In the Eyes of Fire
| Críticas profissionais | Críticas profissionais |
| Avaliações da crítica  | Avaliações da crítica  |
| Fonte                  | Avaliação              |
| ---------------------- | ---------------------- |
| About.com              | [ 2 ]                  |

III: In the Eyes of Fire é o terceiro álbum de estúdio da banda Unearth, lançado a 8 de agosto de 2006.
O álbum estreou na Billboard 200, com vendas de 22 mil cópias na primeira semana.

## Faixas
Todas as faixas por Trevor Phipps e Unearth, exceto onde anotado.
1. "This Glorious Nightmare" — 4:22
2. "Giles" — 3:58
3. "March of the Mutes" — 4:02
4. "Sanctity of Brothers" — 3:29
5. "The Devil Has Risen" — 3:22
6. "This Time Was Mine" —4:10
7. "Unstoppable" — 5:05
8. "So It Goes" (Mike Justian, John Maggard, Trevor Phipps, Unearth) — 5:02
9. "Imposters Kingdom" —	3:23
10. "Bled Dry" (Phipps, Ken Susi, Unearth) — 3:55
11. "Big Bear and the Hour of Chaos" (Instrumental) — 3:09

## Desempenho nas paradas musicais
| Parada musical (2006)               | Posição |
| ----------------------------------- | ------- |
| Estados Unidos - Independent Albums | 2       |
| Estados Unidos - Rock Albums        | 12      |
| Estados Unidos - Billboard 200      | 35      |

## Créditos
- Trevor Phipps — Vocal
- Buz McGrath — Guitarra
- Ken Susi — Guitarra
- John Maggard — Baixo
- Mike Justian — Bateria